# 褐鳞木
锈叶野牡丹（学名：Astronia ferruginea）或稱褐鳞木，为野牡丹科褐鳞木属下的一个种。